# Cadira curul

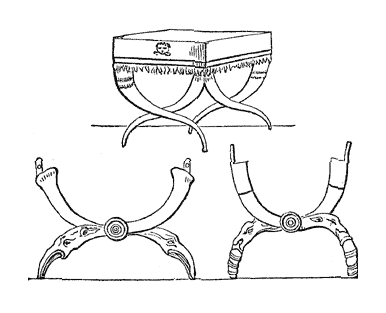
Cadira curul.

La Cadira curul (en llatí Sella curulis) era la cadira de l'estat a l'antiga Roma. Curulis derivaria segons els antics escriptors de currus (carro de guerra), encara que algunes fonts diuen que podria derivar de curvus, perquè tenia les potes corbades. Era un tamboret plegable que quan s'obria no tenis ni respatller ni braços. En grec s'anomenava δίφρος ('dífros') que significa carro i per extensió cadira curul.
La cadira curul era usada a Roma des del temps de la monarquia com a símbol del poder del rei; com altres distincions de reialesa havia estat importada d'Etrúria suposadament per Tul·li Hostili però altres diuen que per Tarquini Prisc. El seu origen seria la ciutat de Vetulònia, segons Titus Livi. Segons Theodor Mommsen, en temps de la monarquia, especialment durant el regnat de Tarquini Prisc, els ciutadans romans tenien prohibit circular amb carro pels carrers de Roma. Momés ho podia fer el rei. Per a ressaltar la seva dignitat, el rei presidia els espectacles públics assegut dalt del carro en una cadira plegable.
Amb la república el dret a seure en cadira curul va passar als cònsols, pretors, censors i edils curuls (que s'anomenaven magistratures curuls per aquesta causa, i es consideraven per damunt de les altres magistratures). També hi tenien dret el dictador, el magister equitum (magistrats extraordinaris) i el flamen dialis (sacerdot). Ja durant l'Imperi tenia el dret l'emperador, els augustals, i segurament el prefecte urbà.
La cadira s'usava a les grans festivitats, especialment al circ i al teatre; de vegades fins i tot després de la mort del seu amo era exhibida com a símbol d'honor. El pretor s'asseia a aquesta cadira per administrar justícia. A les províncies els procònsols i els propretors també es van arrogar el dret de tenir cadira curul. La cadira curul era un dels símbols de poder junt amb el ceptre de vori i la toga pretexta i sovint es donaven als reis clients com a símbol d'amistat i del seu poder.

## Descripció
La cadira curul era habitualment de vori o ornada amb vori, amb el seient de forma quadrada i les potes corbades, que formaven una X. No tenia respatller i es podia plegar, cosa que en facilitava el transport. Els comandants militars l'usaven durant les campanyes i llavors s'anomenava sella castrensis. Està representada en diversos relleus i monedes; algun exemplar es conserva en museus d'Itàlia.